# Hanumapura, Kunigal
Hanumapura là một làng thuộc tehsil Kunigal, huyện Tumkur, bang Karnataka, Ấn Độ.